# Kościół Matki Bożej Różańcowej w Gaworzycach
Kościół pw. Matki Bożej Różańcowej w Gaworzycach – rzymskokatolicki kościół filialny należący do parafii św. Barbary w Gaworzycach (dekanat Głogów – NMP Królowej Polski diecezji zielonogórsko-gorzowskiej).

## Architektura
Jest to świątynia pierwotnie wzniesiona jako zbór ewangelicki, wybudowana została na przełomie XVIII i XIX wieku, następnie została rozbudowana o wieżę w stylu neogotyckim w 2. połowie XIX wieku. Budowla jest murowana, salowa, w jej wnętrzu znajdują się empory. Elewacje kościoła są akcentowane pilastrami, Świątynię nakrywa dach dwuspadowy z naczółkami. Wieża kościoła na narożnikach jest oskarpowana i zwieńcza ją wysoki, ostrosłupowy dach hełmowy.